# Borgo Panigale
Borgo Panigale (Al Båurg o Båurg Panighèl in dialetto bolognese) è un rione di Bologna. 
Comune autonomo sino al dicembre 1937 quando è stato accorpato nel territorio della città, dopo la riforma del 2016 fa parte, insieme ai confinanti Barca e Santa Viola del quartiere Borgo Panigale-Reno.
 

Il quartiere ospita nel suo territorio l'aeroporto di Bologna (Aeroporto di Bologna-Borgo Panigale) e gli stabilimenti industriali della casa motociclistica Ducati.  

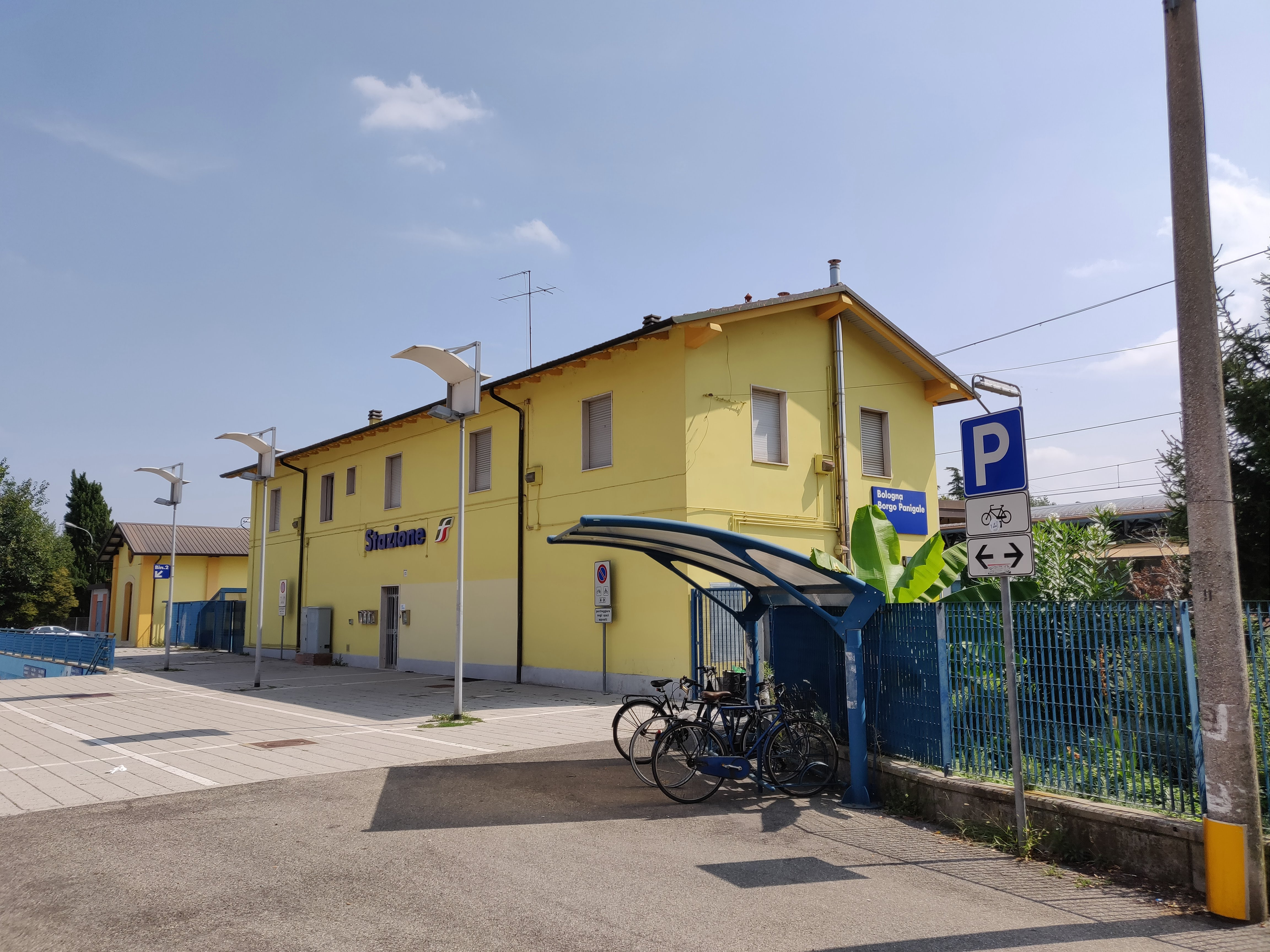
Stazione ferroviaria di Borgo Panigale

## Geografia fisica

### Territorio
I confini del quartiere sono i fiumi Reno e Lavino rispettivamente ad ovest ed est, l'omonimo aeroporto della città a nord e l'arteria stradale di via Caduti di Casteldebole a sud che lo divide dal confinante comune di Casalecchio di Reno. Il quartiere, un tempo centro dalla vocazione agricola, è oggi un quartiere residenziale e industriale.  

## Storia

### Preistoria

#### Età della pietra
Un villaggio era già esistente nel mesolitico come emerso dagli scavi in località Due Portoni tra il 1983 e 1984.

#### Età del bronzo
In località Sant'Agnese sono emersi oggetti (frammenti ceramici, in bronzo e in oro) negli scavi iniziati nel 1950.

### Storia antica

#### Età etrusca
Numerose tombe di epoca etrusca sono state trovate presso gli scavi Bassi nei primi anni del 1900.

#### Età romana
Quando i romani vinsero i Galli Boi, chiamarono la nuova colonia: Bononia. L'assetto urbanistico della città risale al 189 a.C., anteriore al tracciato della Via Emilia, risalente al 187 a.C. Già a quel tempo l'area di Borgo Panigale era a vocazione mista: residenziale, produttiva, di attività artigianali e commerciali.
Risale al 42 a.C. la riunione del secondo Triumvirato, sull'isola del fiume Reno, per ridare a Roma unità e pace. La via che costeggia il fiume Reno sulla sponda sinistra ricorda quell'evento: "Via del Triumvirato".
I generali romani assegnarono le terre conquistate ai loro ex legionari, i quali diedero inizio ai Vicus Panicalis e Vicus Olmetolae, i due Vici più antichi di Borgo Panigale.

### Storia medievale
La città era circondata da villaggi, chiamati "vicus". In carte del VIII e IX secolo appare il nome del Vico Panicalis (o Panicale). Per la sua ubicazione strategica, per il suo collegamento diretto con Bologna, tramite il ponte sul fiume Reno, acquistò ben presto notevole importanza, diventando: Burgus Panicalis (denominazione risalente a prima del 1117), chiamato più tardi Borgo Panigale. Questo villaggio partecipò a tutti gli avvenimenti storici che si svilupparono attorno alla Via Emilia.
L'area tra i due fiumi Reno e Lavino, era paludosa, a causa delle numerose piene dei suddetti fiumi. La zona fu bonificata e arricchita di canalizzazioni, aumentando la fama di terra fertile. Le colture erano prevalentemente di cereali minori, in prevalenza panico, affine al miglio, adatto ad essere coltivato in luoghi molto umidi.
Spighe di panico appaiono in un'antica decorazione presente all'interno della chiesa di Santa Maria Assunta di Borgo Panigale. Tre spighe di panico diventarono poi il simbolo del comune e del quartiere.

### Storia moderna
Si trovano in questo periodo quattro comunità:
- Borgo Panigale
- Medola
- Spirito Santo
- Rigosa

La suddivisione in comunità era probabilmente a quel tempo finalizzata alla riscossione delle tasse.

### Storia contemporanea

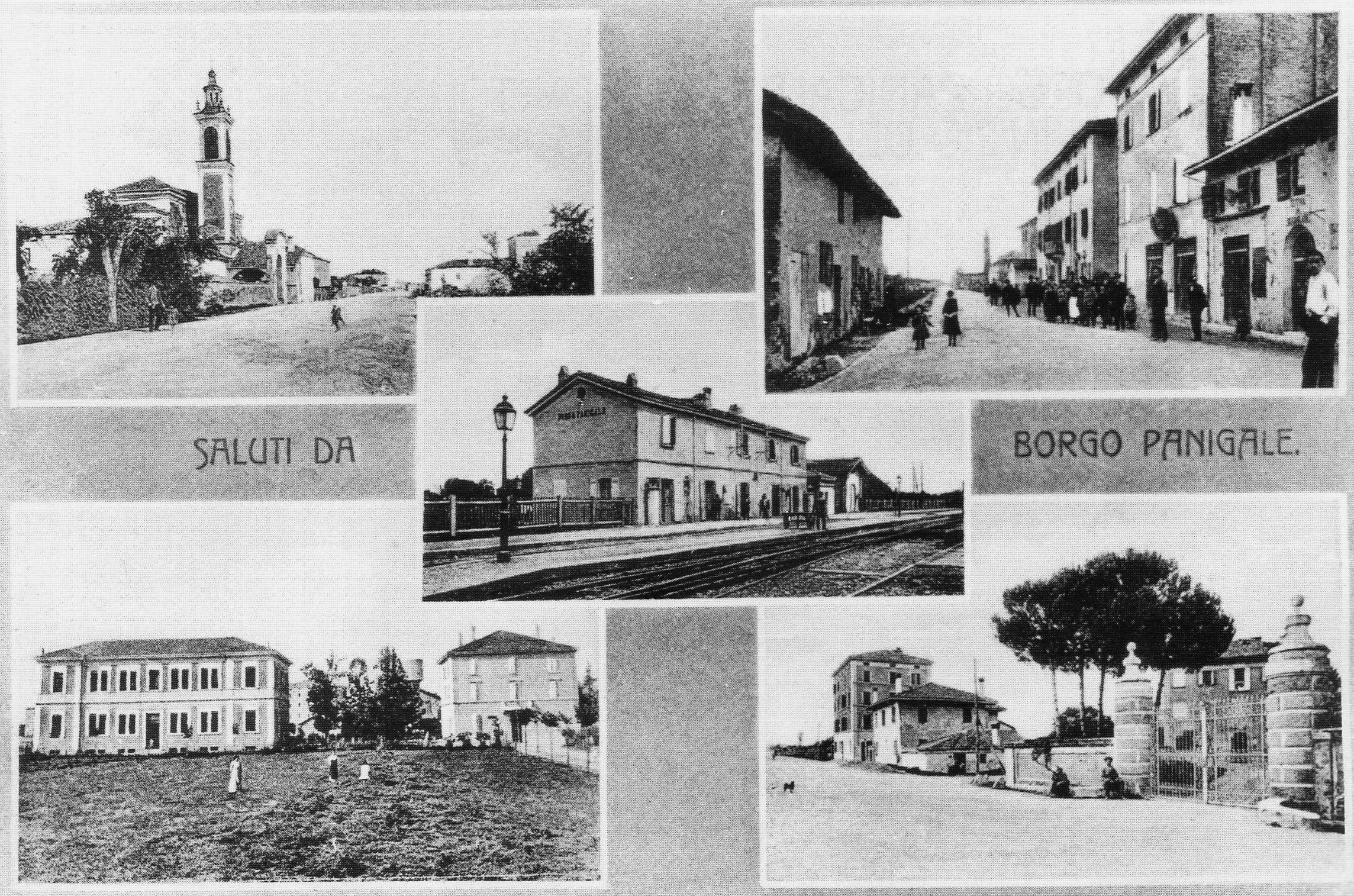
Cartolina storica, di inizio del '900, con i saluti da Borgo Panigale. In alto a sinistra: Chiesa di Santa Maria Assunta. In basso a sinistra: Scuole comunali e Palazzo Comunale. In alto a destra: Via Provinciale (ora via Marco Emilio Lepido) all'altezza dell'Osteria del Bersagliere. Al centro: la stazione ferroviaria di Borgo Panigale. In basso a destra: Villa May (nell'attuale via Panigale)

Nel 1832 diventa un comune autonomo.
All'unità d'Italia, nel 1861, gli viene assegnato il codice ISTAT 037801 ed il codice catastale B027, utilizzati solo fino all'accorpamento con il capoluogo, che avvenne il 5 novembre 1937, quando con Regio Decreto n.1793, il governo fascista decise di accorparlo a Bologna.
All'epoca dell'accorpamento aveva 7657 abitanti.

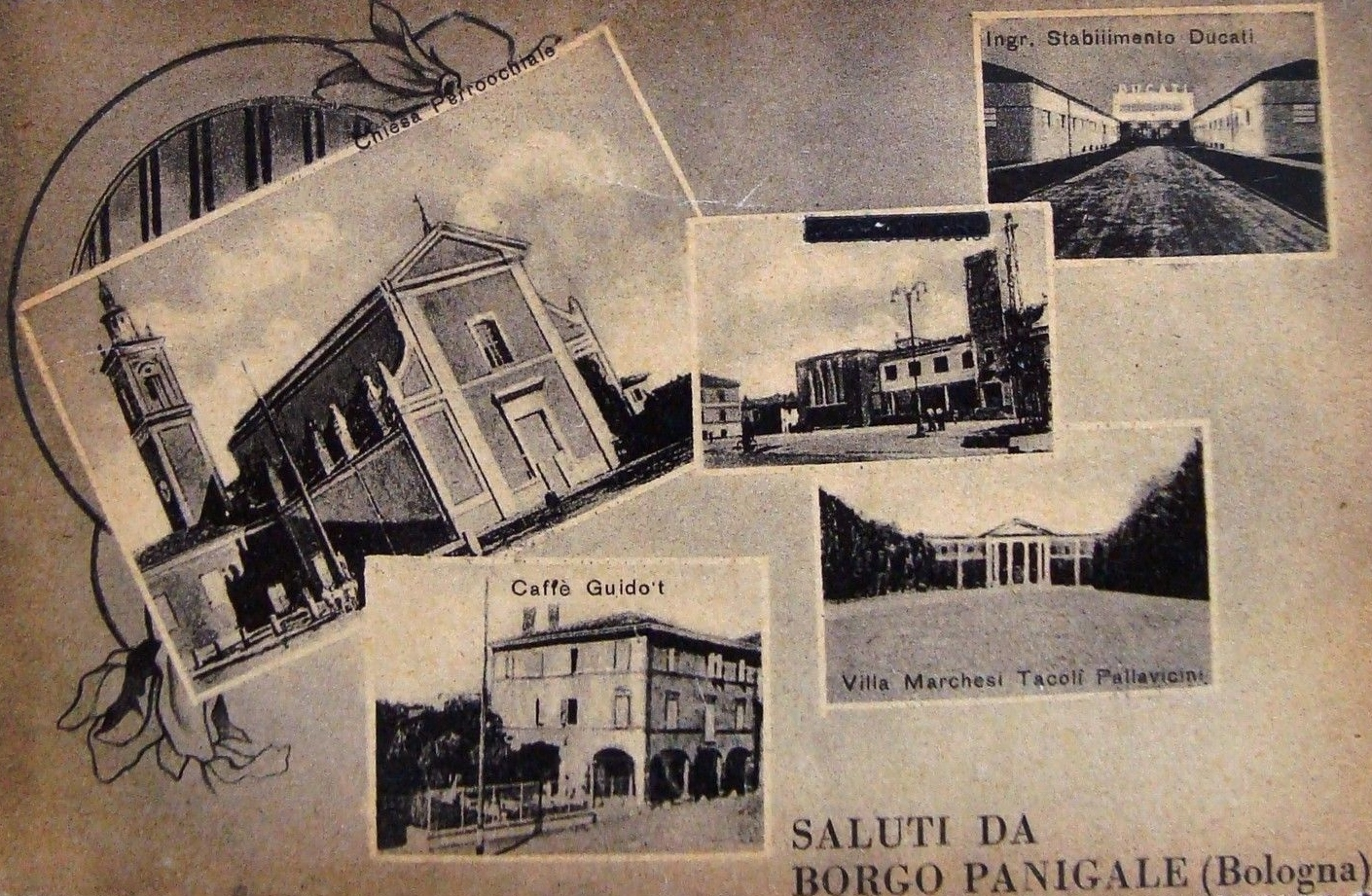
Cartolina storica risalente al periodo della seconda guerra mondiale. A sinistra: Chiesa parrocchiale di Santa Maria Assunta. Al centro: Casa del Fascio. In alto a destra: Ingresso dello stabilimento Ducati. In basso a destra: Villa dei Marchesi Tacoli Pallavicini (oggi Villa Pallavicini). In basso a sinistra: Caffe Guido't (nel centro di Borgo Panigale).

Dal 1859 al 1927 appartiene al Mandamento di Bologna II, del Circondario di Bologna.
L'area di Borgo Panigale fu sottoposta a pesanti bombardamenti degli alleati nel 1943, a causa della presenza delle fabbriche, dell'aeroporto, delle strutture ferroviarie e del ponte sul fiume Reno.
Il 21 settembre 1960, il consiglio comunale di Bologna decide di dotare Borgo Panigale di un proprio consiglio e viene organizzato in quartiere.
Nella suddivisione amministrativa vigente tra il 1964 ed il 1985 è stato il quartiere con la maggiore estensione territoriale.
Nella suddivisione amministrativa in vigore dal 1985, è diventato il secondo maggior quartiere per estensione territoriale dopo il neocostituito quartiere Santo Stefano.

Mappa dei quartieri di Bologna dopo il 2016, con Borgo Panigale unito al'ex-quartiere Reno.

Nell'attuale suddivisione in vigore dal giugno 2016 è stato fuso insieme al quartiere Reno nel nuovo quartiere Borgo Panigale-Reno.
Il 6 agosto 2018 l'area è stata teatro di un grave incidente autostradale: un tamponamento, che ha visto coinvolto un camion carico di liquido infiammabile, ha provocato una forte esplosione e ha parzialmente divelto il sovrappasso autostradale sulla via Emilia. L'esplosione ha causato due morti (il conducente dell'autocisterna e uno inizialmente ferito, successivamente deceduto dopo alcuni giorni di agonia in ospedale) e più di 100 feriti, oltre ai danni agli edifici nelle immediate vicinanze dell'area, a causa dell'onda d'urto.

## Monumenti e luoghi d'interesse

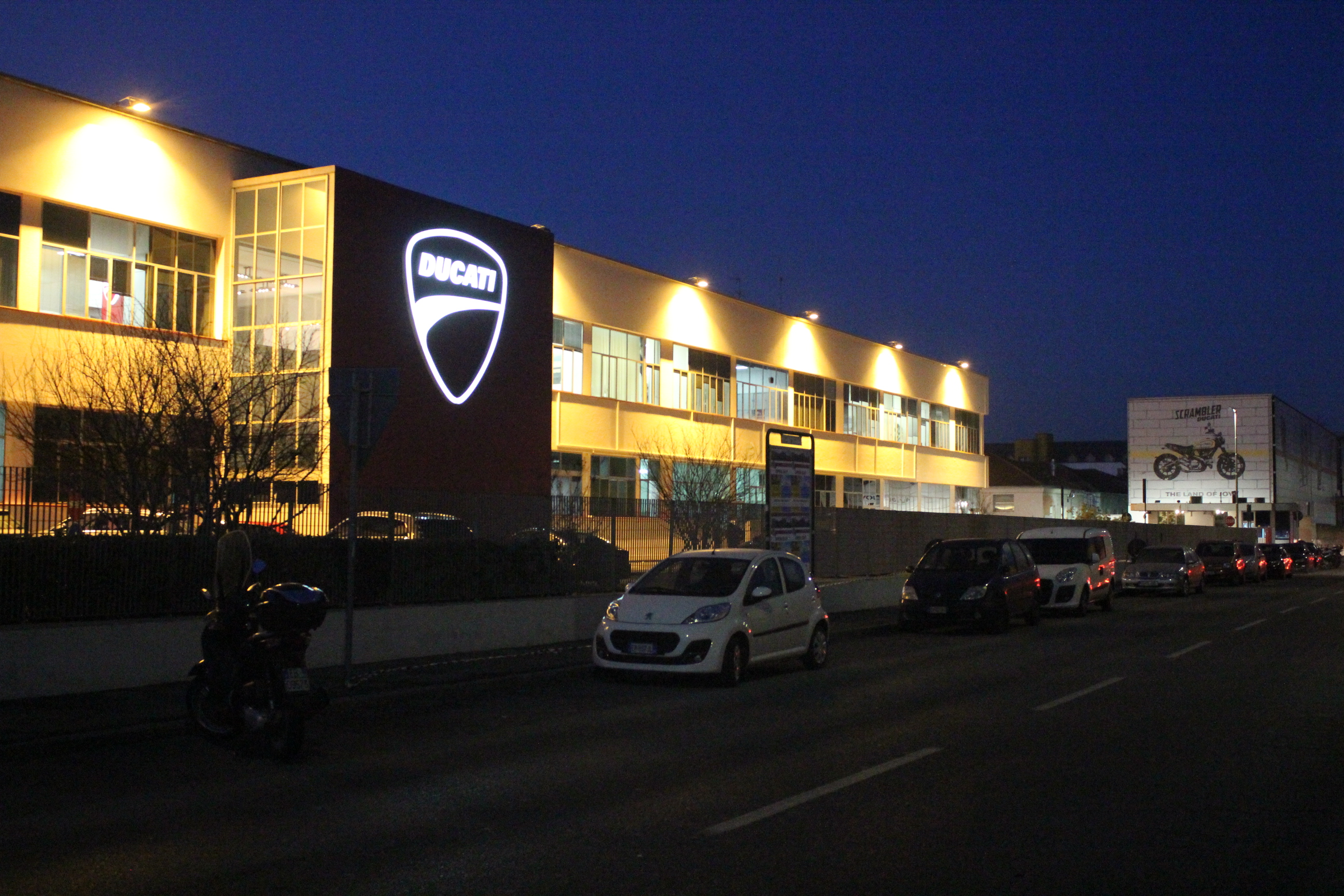
Sede della Ducati Motor Holding S.p.A., al suo interno è presente il museo della Ducati

Il quartiere, unico tra le zone bolognesi, ad aver avuto un passato come comune a sé stante, si caratterizza per avere ancora un centro storico di chiara impronta ottocentesca e novecentesca (sul lato sinistro della via Emilia nel tratto compreso tra via della Pietra e via Cavalieri Ducati) affiancato dalle zone più moderne frutto prevalentemente del boom edilizio degli anni cinquanta, sessanta e settanta.  

### Architetture religiose

#### Chiese storiche
- Chiesa di Santa Maria Assunta di Borgo Panigale[25], nel centro del quartiere, risalente al XIII secolo;
- Chiesa di Santa Maria del Carmine di Rigosa[26], sita nell'omonima frazione, venne costruita nel 1103 e la facciata ricostruita nel 1912;
- Chiesa di Santo Spirito di Lavino di Mezzo, si trova in territorio di Bologna essendo situata prima del torrente Lavino, ma la frazione di Lavino di Mezzo fa parte del comune di Anzola dell'Emilia;
- Chiesa di San Giovanni Battista di Medola[27], amministrativamente legata alla frazione di Casteldebole, ora in uso da parte della comunità ortodossa Bologna ovest ("Biserica Ortodoxă Bologna Vest")[28];

Costruzioni nell'ambito dell'operazione "Nuove Chiese" voluta dal Cardinale Giacomo Lercaro:
- Chiesa di San Pio X[29][30], costruita nel 1969, su progetto dell'architetto Giorgio Trebbi[31];
- Chiesa di Nostra Signora della Pace a La Birra[32][33], la prima chiesina risale al 1955, la costruzione attuale risale invece al 1962[31], su un progetto dell'ingegner Pietro Bolognesi
- Chiesa del Cuore Immacolato di Maria[34][35], la prima chiesina, prefabbricata in legno, risale al 1955, la costruzione attuale risale invece al 1969[36], progettata dagli architetti Giuseppe Vaccaro e Pier Luigi Nervi; fu inaugurata il 18 settembre 1971 dal cardinale Giacomo Lercaro[37];
- Chiesa dei Santi Giovanni Battista e Gemma Galgani di Casteldebole[38], la prima struttura risale al 1957, la costruzione attuale è del 1967[31], su progetto dell'architetto Vittorio Martinuzzi.

### Architetture civili

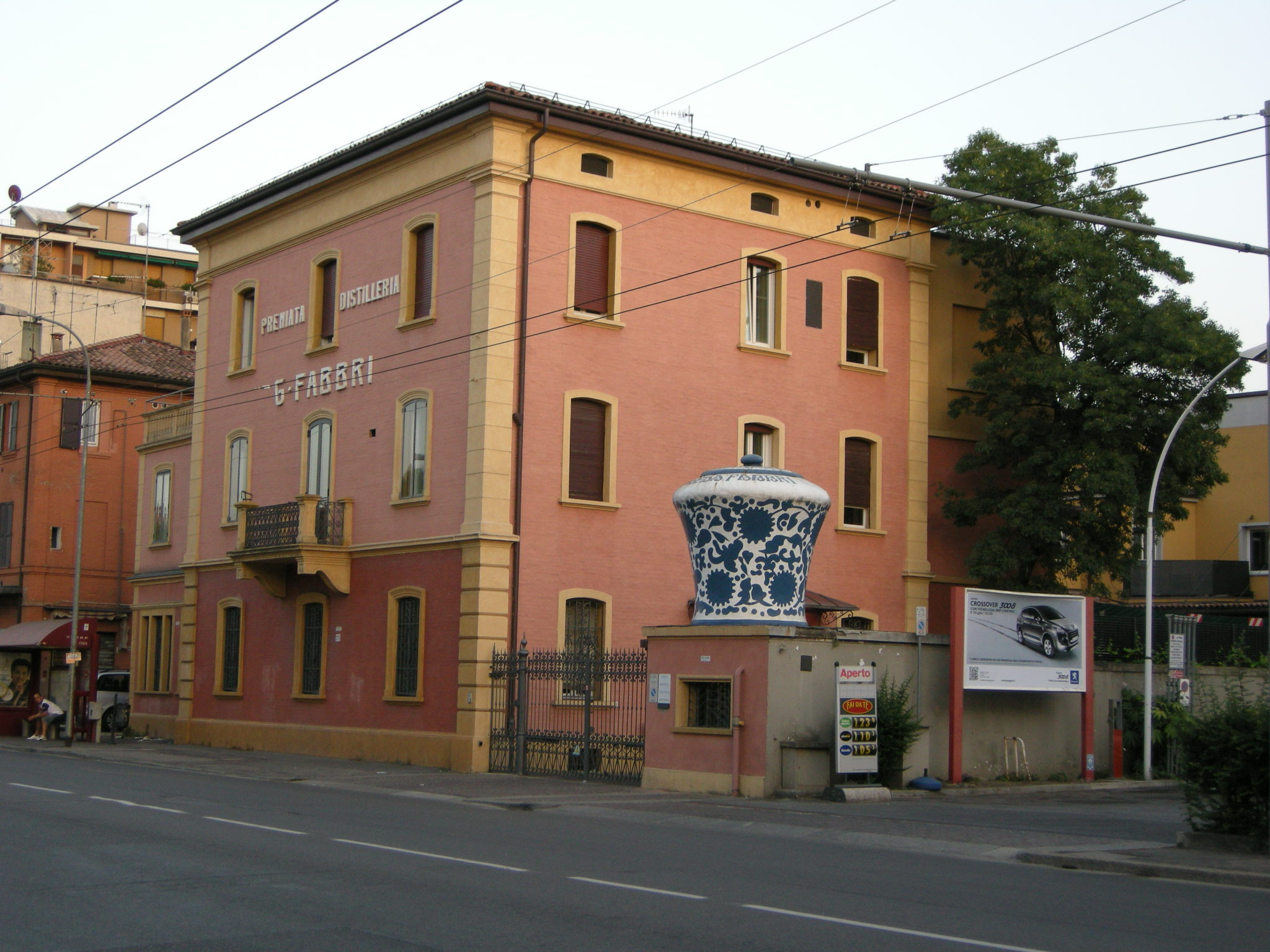
Sede storica dell'azienda [https://www.fabbri1905.com/ Fabbri 1905

#### Ville storiche
Caratteristiche del quartiere sono le ville di campagna delle famiglie altolocate bolognesi erette nel XVIII e nel XIX secolo. Tra queste si ricordano in particolare Villa Gina, in stile liberty, Villa May (su via Panigale), villa Pallavicini, villa Valmy.

##### Villa Pallavicini

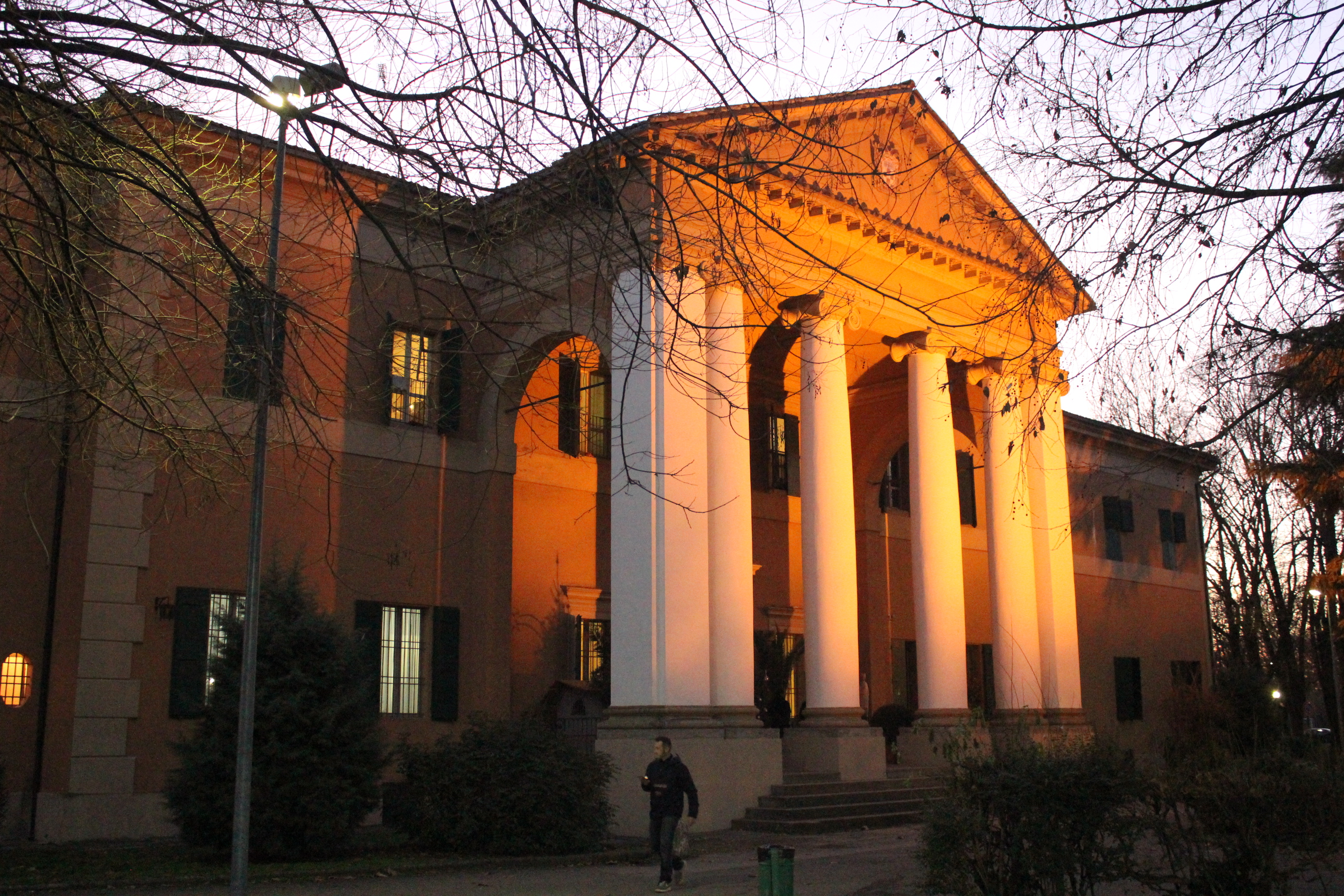
Villa neoclassica del '700, con maestoso colonnato con timpano triangolare, appartenuta ai conti Pallavicini di Bologna

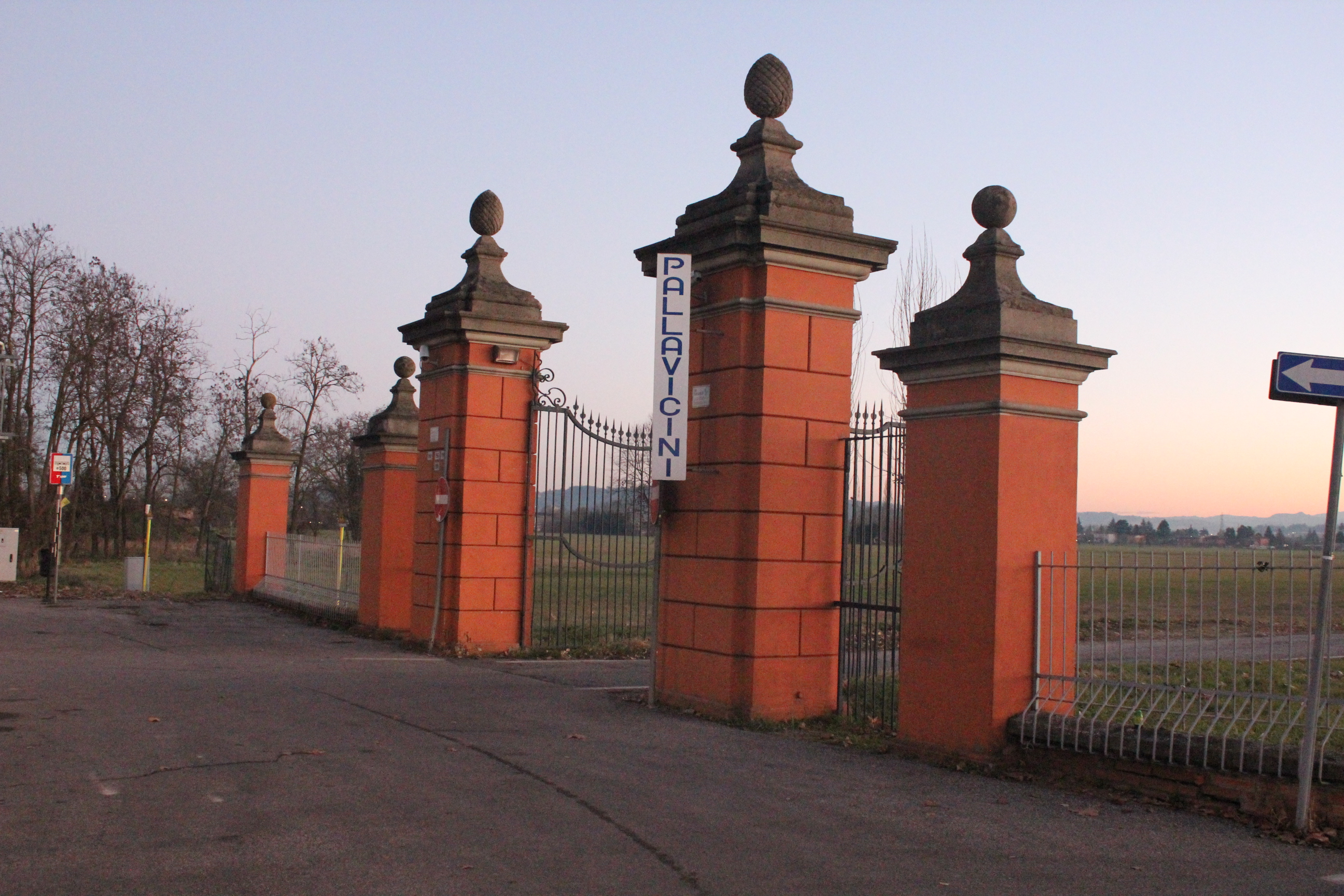
Cancello di ingresso al viale alberato della Villa Pallavicini

La villa che fu dei conti Pallavicini, conosciuta anche come Villa dei Marchesi Tacoli Pallavicini durante la prima metà del '900, possiede decorazioni di:
- Domenico Pedrini (1728-1801), pittore bolognese allievo del Bigari;
- Petronio Fancelli (1734-1800), quadraturista e ornamentista, allievo di Mauro Tesi[48];
- Emilio Manfredi, pittore ed incisore, allievo di Ubaldo Gandolfi[49]
- Vincenzo Martinelli (1737 - 1807), pittore a olio, tempere ed affresco, allievo di C. Lodi[50]
- Gaetano Caponeri, decoratore e pittore

Gli spazi interni della villa:
- Sala del Biliardo
- Sala da Ballo
- Sala da Pranzo (1a a sinistra)
- Sala Colonne
- Salotto Cinese
- Sala Pompeiana
- Sala Musica
- Cappella

### Pontelungo
```
Vedi la voce 
Pontelungo (Bologna)
```

Degno di nota è anche il cosiddetto "Pontelungo", lo storico ponte che congiunge Borgo Panigale a Santa Viola lungo la via Emilia. Inaugurato nel 1880 ispirò il romanzo di Riccardo Bacchielli "Il diavolo al Pontelungo".

### Parchi e giardini
- Parco dei Pini
- Parco Città Campagna
- Giardino degli Olmi
- Giardino dei Pioppi
- Giardino Jerzy Popiełuszko
- Giardino dei Tassi
- Giardino dei Tigli
- Giardino dei Platani
- Giardino Imre Nagy
- Giardino dei Noci
- Giardino dei Bambù

## Cultura

### Istruzione

#### Biblioteche
- Biblioteca Borgo Panigale[51]

#### Collegio Superiore - Istituto di Studi Superiori
Il Collegio Superiore è un'istituzione di eccellenza dell'Università di Bologna. A Borgo Panigale è presente una delle due residenze. Vi possono accedere anche studenti Erasmus, studenti di un programma di scambio, studiosi.

## Società

### Evoluzione demografica
abitanti censiti

## Economia

### Industria
- Ducati Energia Spa[54], nel 1935 viene posta la prima pietra dei nuovi stabilimenti della Ducati[21]
- Ducati Motor Holding Spa[55]
- SNAM Rete GAS, distretto di Bologna[56]
- Fabbri 1905[57]

## Geografia antropica

### Urbanistica
La parte urbana del quartiere si sviluppa prevalentemente lungo la via Emilia e sulle sponde del Reno. La variante della via Emilia (viale Alcide De Gasperi) divide a sud il quartiere residenziale da una vasta zona agricola (località Olmetola e Rigosa) che arriva fino al confine con i comuni di Casalecchio di Reno e Zola Predosa mentre a nord analogo confine è posto dalla Tangenziale di Bologna. 

#### Borgo Panigale Centro
La zona centrale del Borgo, corrispondente alla parte più antica del quartiere, si sviluppa lungo il lato sinistro della via Emilia (che qui assume il nome di via Marco Emilio Lepido) mentre sul lato destro si trovano soprattutto abitazioni più recenti e il secondo cimitero della città. Tra i luoghi più caratteristici troviamo la chiesa di Santa Maria Assunta (risalente al XII secolo ma fortemente rimaneggiata nelle forme attuali nel tardo XVIII secolo), l'ex Casa del Fascio (ora sede di una caserma dei carabinieri) il cavalcavia sulla ferrovia Porrettana (che conserva rifiniture in stile art Nouveau) villa May con l'oratorio di San Tommaso Apostolo.
La Scala
Insediamento suburbano risalente alla seconda metà dell'Ottocento, ora completamente integrato al tessuto urbano. La località, di cui l'origine dell'etimo è incerta, era posta sul lato nord della via Emilia Ponente in prossimità della ferrovia Porrettana. All'incrocio con la strada per San Giovanni in Persiceto, ora via Marco Celio, storicamente era presente una "Osteria della Scala", il cui edificio è ancor oggi rimasto. Dal nome del nucleo abitato prende il nome la stazione di Borgo Panigale Scala.
La Birra
Località posta sulla sponda sinistra del fiume Reno, a nord del fascio ferroviario; lungo via del Triumvirato che collega l'Emilia all'aeroporto. Prende il nome dall'ex stabilimento della "Birra Bologna". La zona ha conosciuto un forte ampliamento edilizio dopo il secondo conflitto mondiale e nel 1955 venne costituita qua la parrocchia di Nostra Signora della Pace, smembrandola da quella di Santa Maria Assunta.

#### Villaggio INA
Quartiere di case popolari costruito tra il 1953 e il 1954 su progetto dell'architetto bolognese Giuseppe Vaccaro e oggi una zona residenziale ricca di verde a ridosso degli stabilimenti Ducati. Nel 1989 è stato inaugurato nei suoi pressi il centro commerciale "Centro Borgo".

#### Casteldebole
Zona residenziale a sud del nucleo storico di Borgo Panigale dal quale è separato da viale Palmiro Togliatti Vi si trova la stazione di Casteldebole e il centro sportivo per gli allenamenti del Bologna Calcio.

## Infrastrutture e trasporti

### Strade
Sin dall'epoca romana il Vico Panicalis era l'ingresso ovest della città di Bologna sulla Via Emilia (chiamata dai romani via Aemilia), che attraversa Borgo Panigale da ovest verso est. La Via Emilia è una strada statale, a cui è stato assegnato il numero 9 (SS 9). All'interno del quartiere, in realtà assume i seguenti nomi:
- verso ovest, Via Marco Emilio Lepido, dal nome del console romano che la fece costruire;
- verso est, Via Emilia Ponente.

Agli inizi degli anni '50 fu costruita la variante alla Via Emilia, costituita dal viale Alcide de Gasperi, che prosegue con il Viale Palmiro Togliatti.

#### Pontelungo
Il ponte sul Reno fu costruito originariamente dai romani a circa 130 m a valle rispetto al ponte attuale. Aveva 18 arcate ed era lungo 200 m e largo 11.5 m. A seguito di frequenti inondazioni, il ponte crollò verso la fine dell'VIII secolo. Solo nel secolo XII viene citata la costruzione di un nuovo ponte sul Reno, soggetto a pagamento di pedaggio. Le frequenti piene del fiume (1650 e 1771) ne danneggiarono la statica e costrinsero alla costruzione del terzo ponte nel 1878-1880.

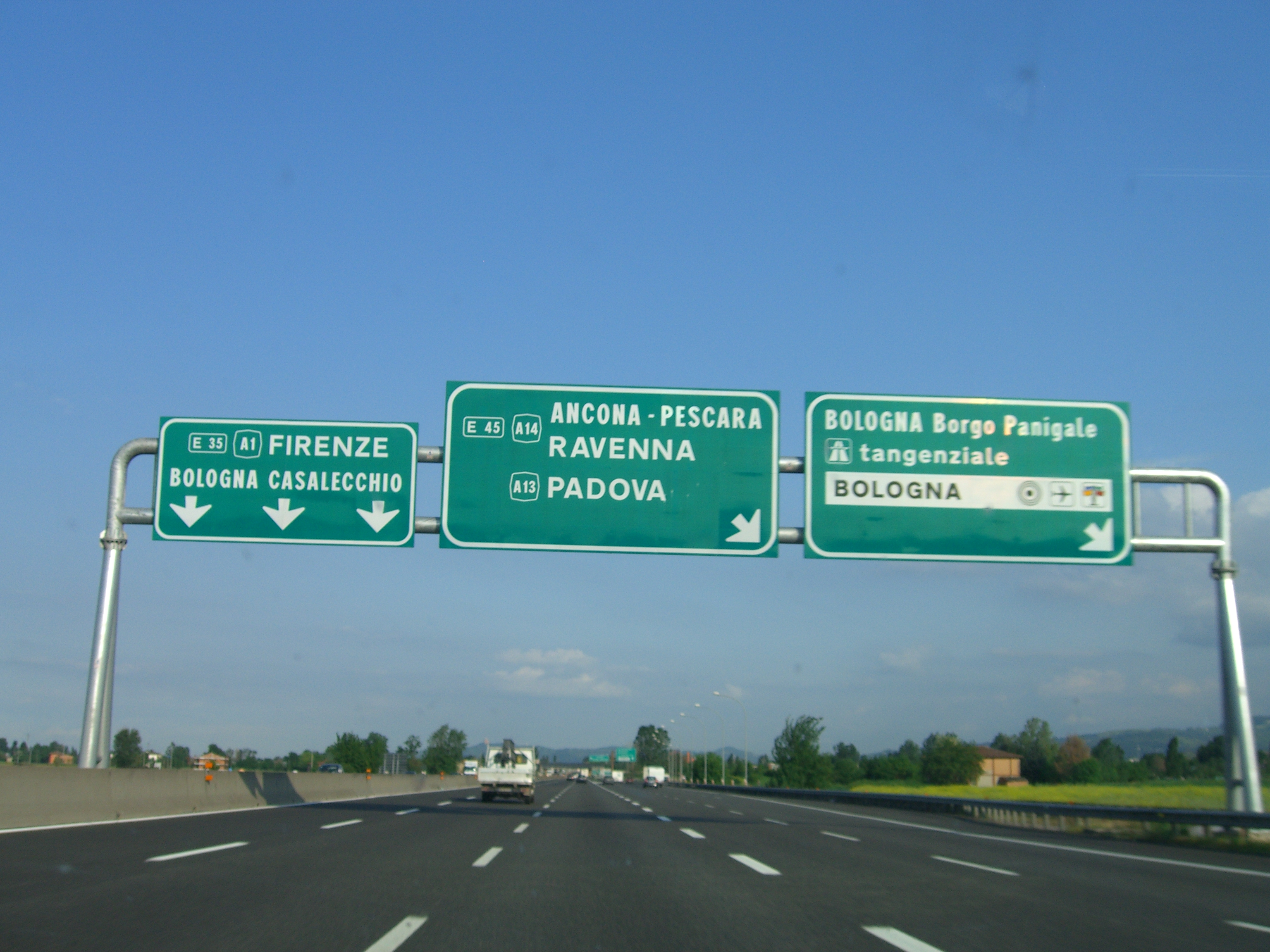
Diramazione A1 per raggiungere il casello autostradale di Borgo Panigale

#### Autostrade
Borgo Panigale è un importante snodo autostradale della città di Bologna, viene servito dal casello autostradale di Bologna - Borgo Panigale, viene attraversato dai due rami iniziali dell'autostrada A14, costruiti agli inizi degli anni '60:
- ramo originale o Ramo Verde
- Ramo Casalecchio

### Ferrovie

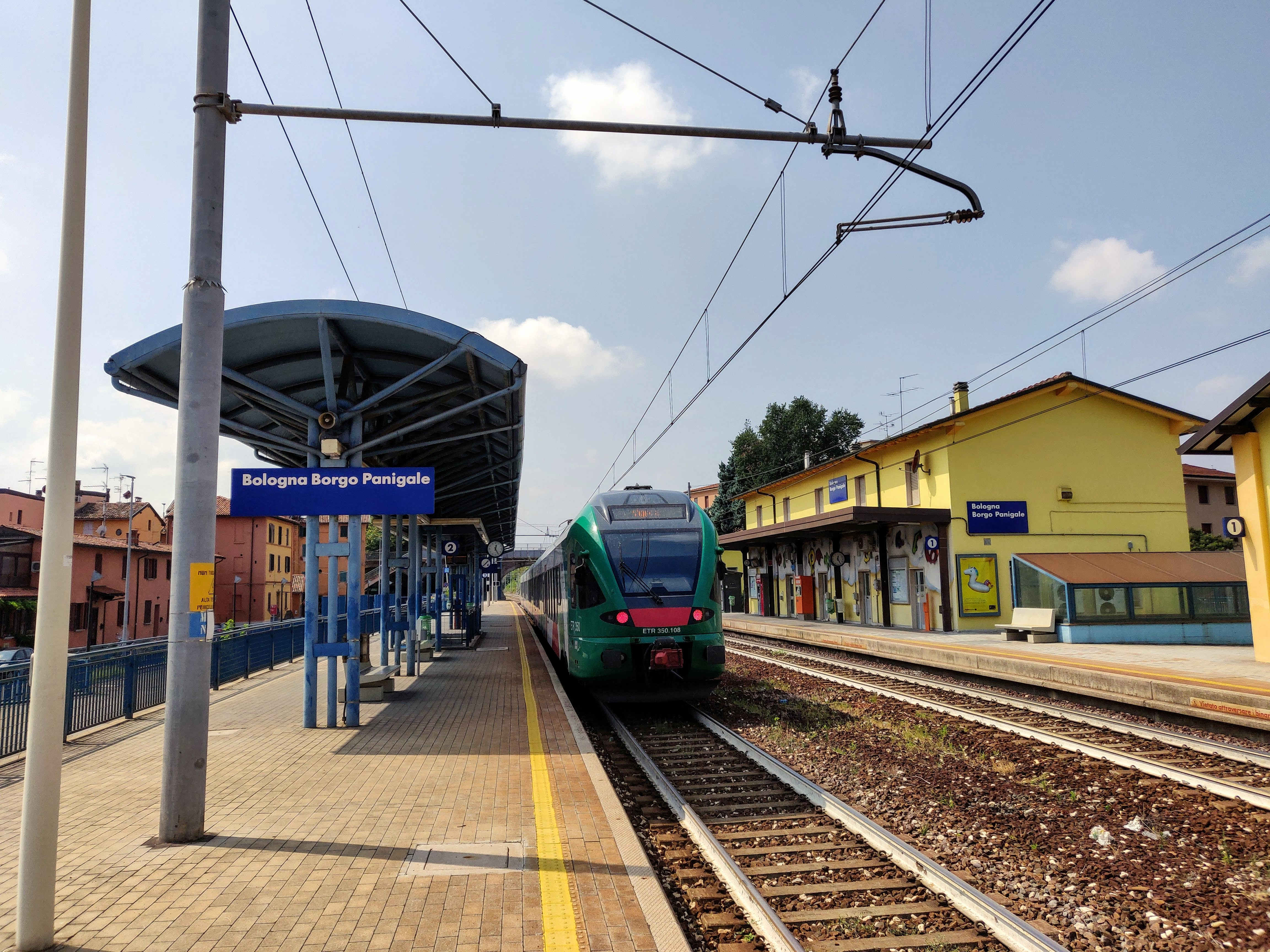
Stazione di Bologna Borgo Panigale

Borgo Panigale è servita dalla stazione di Bologna Borgo Panigale e dalla stazione di Casteldebole, sulla ferrovia Porrettana. Entrambe le stazioni sono servite dalle linee S1A (Bologna Centrale-Porretta Terme) e S2A (Bologna Centrale-Vignola) del servizio ferroviario metropolitano di Bologna.
La Stazione di Borgo Panigale Scala si trovava nei pressi dell'attuale zona Birra, lungo via del Triumvirato. Un'altra stazione con il medesimo nome è in costruzione lungo via Bencivenni (per evitare confusioni è stato proposto anche il nome alternativo di Bologna Aeroporto). 

### Aeroporto

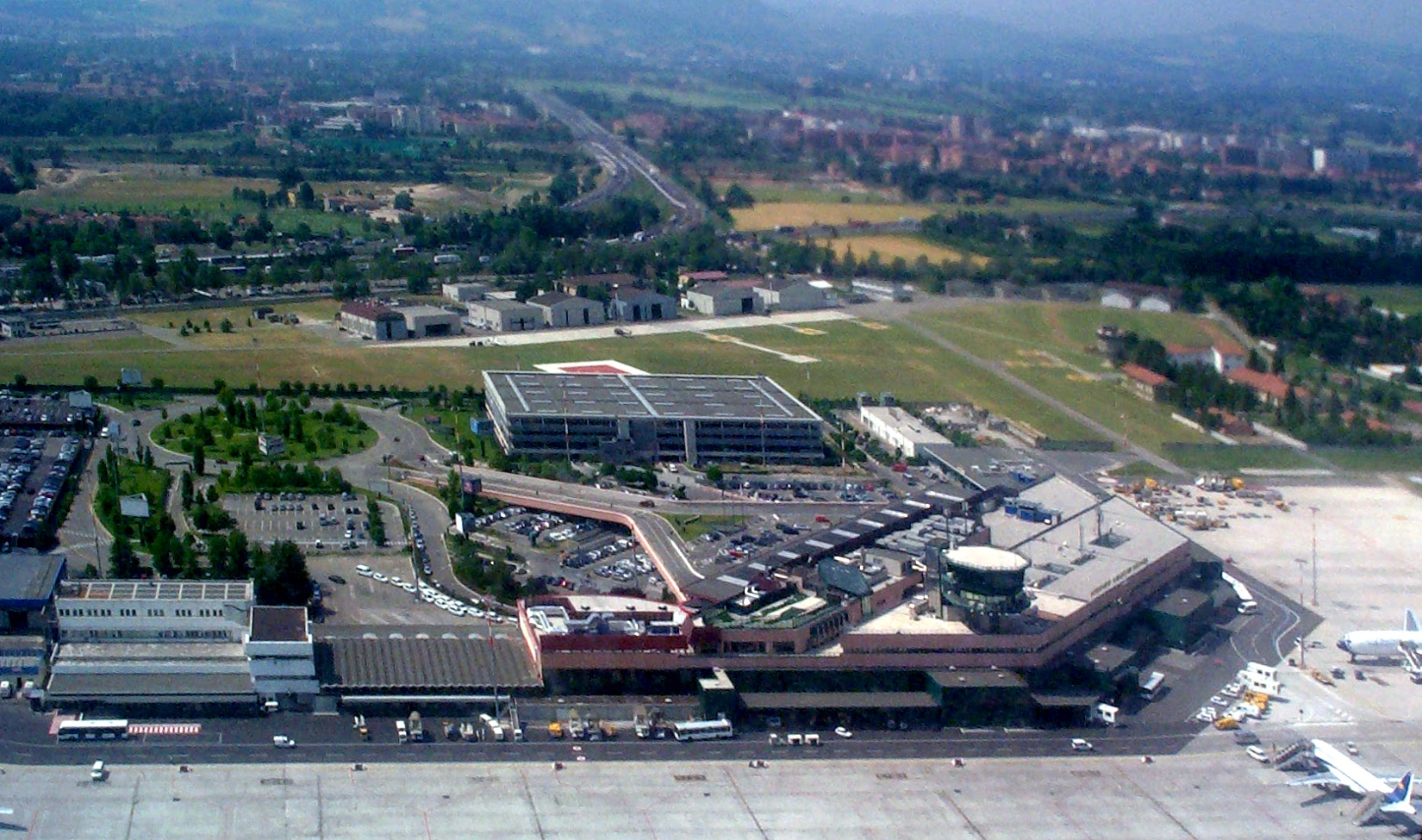
Aeroporto Guglielmo Marconi di Borgo Panigale

Uno dei più importanti italiani, unico aeroporto di Bologna, si trova nella zona nord di Borgo Panigale ed è oggi intitolato a Guglielmo Marconi. È sede anche della Stazione meteorologica di Bologna Borgo Panigale, gestita dall'Aeronautica Militare. Nel 1931 l'aeroporto militare Fausto Pesci si trasferisce dalla località dei Prati di Caprara a Borgo Panigale. Il primo servizio di linea risale al 1933; l'inaugurazione avvenne nel 1936.
L'aeroporto è collegato alla stazione di Bologna Centrale dal Marconi Express, un sistema ettometrico di trasporto.

### Mobilità urbana
Il servizio pubblico della città di Bologna, gestito dall'azienda TPER, collega Borgo Panigale al centro di Bologna con le linee 23 (lungo la via Emilia) con capolinea in via Normandia e a Lavino di Mezzo e la linea 19 che fa capolinea alla stazione di Casteldebole. 
Il quartiere sarà inoltre capolinea anche della "linea rossa" del tram di Bologna della quale sono previste a Borgo le fermate Fiorini, Borgo Panigale SFM, Manuzio, Ducati, Villaggio INA, Emilio Lepido. 

## Amministrazione

### Consolati
Alla data 12 gennaio 2019 è presente il "Consolato Generale del Regno del Marocco a Bologna"

## Sport

### Organizzazioni e società sportive
Polisportiva Atletico Borgo Panigale
- Atletico Basket[69]
- Atletico Borgo 1993
- Atletico Euroskate
- Atletico H
- Podistica Atletico Bolognese
- Atletico Volley

Polisportiva Antal Pallavicini
- Basket
- Calcio
- Fitness
- Ginnastica artistica
- Karate
- Wheel Chair Hokey
- MUAY THAI

Unione Italiana Sport Per tutti (UISP)
- Centro Nuoto Cavina[71]

Bologna Football Club 1909
Centro Sportivo Italiano (CSI)
Nel calcio il rione è stato storicamente rappresentato dal Panigale Calcio, che arrivò negli anni '40 a disputare la Prima Divisione e la Serie C. Erede di tale società è oggi l'A.S.D. Casteldebole Panigal 1919.
Borgo Panigale è inoltre sede della scuderia motociclistica Ducati Corse.

### Impianti sportivi
Nella zona Borgo Panigale sono presenti i seguenti impianti sportivi:
- Centro Sportivo Cavina[73]
- Piscina Cavina
- Palestra cardinale Giacomo Lercaro[70], intitolata al cardinale nel 1976[74]
- Centro Sportivo Villa Pallavicini[70]
- Centro sportivo Casteldebole[75]
- Centro tecnico Niccolò Galli[76], sede del Bologna Football Club 1909
- Tennis Club Aeroporto[77]
- Bocciofila Lavinese
- Bocciofila Baldini
- Polisportiva Coop. Italia Nuova - Bocciodromo Fiorini